# Кавказская бурозубка
Кавказская бурозубка или бурозубка Сатунина (лат. Sorex satunini) — вид млекопитающих семейства землеройковых рода Sorex, обитающий на Кавказе и в Турции.

## Описание
Средних размеров, плотного телосложения. Обычно окраска двухцветная, изрека трёхцветная. Длина тела варьирует от 55 до 70 мм. Длина хвоста 35-42 мм. Ступня от 10 до 13 мм. Окраска спины варьирует от серовато-коричневой до коречнево-каштановой, брюшко имеет светлосерую окраску. При трехцветной окраске по бокам идёт рыжевато-охристая полоса, разделяющая темную спину и светлое брюшко.
Кондилобазальная длина черепа от 17.7 до 18.6 мм. Резцы двухвершинные с хорошо развитым вторым зубцом. Верхние промежуточные зубы очень массивные, чем напоминают таковые у обыкновенной бурозубки. 
Кариотип 2n= 24-25, FN=40, в нём 10 пар мета- и субметацентриков, и 1 пара акроцентрических хромосом. Половые X-хромосомы метацентрические, в кариотипе самцов две акроцентрические Y-хромосомы: Y1 и Y2.

## Распространение
Обитает в Армении, Азербайджане, Грузии, России, Турции. Северная граница ареала проходит от Новороссийска до Кизляра. Затем граница идет вдоль берега Каспийского моря, затем у Лагодехи пересекает Циви-Гомдрский хребет и поворачивает на юг в пределы Азербайджана, от г. Веди идёт к Арагацу, посл чего  пересекает турецкую границу. В Турции кавказскаская берозубка распространена узкой полосой вдоль южного берега Чёрного моря. В Колхиде от Туапсе до Батуми этот вид отсустствует. Палеонтологические находки на Кавказе известны из Треугольной пещеры со среднегоплейстоцена по голоцен.

## Места обитания
Населяет широкий спектр метообитаний от субальпики до лесного пояса и пойменных биотопов. Самая высокая численность наблюдается в субальпийских лугах с хорошим травостоем. В аридных условиях субальпике Дагестана и Малого Кавказа численность невысокая. Встречается на альпийских лугах со скальными выходами, и в лесах на западе ареала. обитает на высотах от уровня моря до 2600 м. Там, где вид проживает совместно с Sorex raddei, видимо конкуренция толкает вид за пределы леса в субальпийские места обитания. При отсутствии Sorex raddei достигает найвысшей численности в влажных биотопах. В Армении живёт, в основном, в пойменных интерзональных биотопах.

## Поведение и размножение
Пики активности приходятся на ночное время.  Питаются в основном жуками, но потребляют и других насекомых. 
Размножение начиная с апреля и всю первую половину лета. В течение лета обычно 2 помета, третий помет может быть только у некоторых самок. В выводке 4-8 детенышей , в среднем 6. Сеголетки размножаются изредка.

## Угрозы и охрана
Никаких серьезных угроз. Местный перевыпас на Кавказе вызывает беспокойство. Встречаются в природоохранных территориях.